# Ruymán Hernández
Ruymán Jesús Hernández Perera (ur. 15 października 1986 w Arucas) – hiszpański piłkarz występujący na pozycji obrońcy w CD Mirandés.